# Mystacodon selenensis
Mystacodon è un genere estinto di cetaceo misticeto dentato vissuto nell'Eocene superiore, circa 36 milioni di anni fa; i suoi fossili sono stati ritrovati nella Formazione Yumaque, in Perù, Sud America. Il genere contiene una singola specie, M. selenensis. Si tratta del più antico misticeto conosciuto e il secondo misticeto rinvenuto nei territori dell'Eocene, oltre al gigantesco Llanocetus.

## Descrizione
Questo animale probabilmente misurava circa 4 metri di lunghezza. Rispetto ai più arcaici archeoceti, il muso di Mystacodon era molto più appiattito e le narici erano molto più arretrate. L'appiattimento del cranio doveva ridurre la funzione dei denti incisivi e le capacità di afferrare le prede, mentre l'accresciuta lunghezza della testa permetteva un maggior volume della bocca. Non è chiaro se vi fossero fanoni nella bocca di Mystacodon; al contrario degli archeoceti, non era presente la cresta sagittale, e ciò indica che vi era una riduzione del muscolo temporale, usato nell'azione del morso. Le orbite erano in proporzione più grandi, orientate in avanti e leggermente più elevate. I premolari e i molari erano dotati di due radici.
L'omero era lungo all'incirca quanto la scapola, e molto più lungo di ulna e radio (una condizione che si riscontra nelle balene attuali, dai movimenti lenti). I muscoli erano probabilmente costantemente flessi (cosa che non si riscontra in alcun altro cetaceo), forse per permettere all'animale di muoversi lungo il fondale marino o per mantenere una posizione stabile in acqua. Il bacino era più simile a quello degli archeoceti basilosauridi, con un ilio corto e un'articolazione ben definita.

## Classificazione
Mystacodon selenensis venne descritto per la prima volta nel 2017, sulla base di resti fossili ritrovati in Perù, nel famoso bacino di Pisco. I fossili sono stati scoperti in sedimenti risalenti alla fine dell'Eocene (Priaboniano), nella formazione Yumaque. L'olotipo comprende la scatola cranica, alcuni denti, la colonna vertebrale con l'esclusione delle vertebre sacrali, alcune ossa delle pinne e il bacino sinistro.
Mystacodon è stato inizialmente collocato in una posizione basale rispetto ad altri misticeti dentati e a Llanocetus, quest'ultimo più strettamente correlato ai misticeti senza denti (Chaeomysticeti). Secondo altre classificazioni, Mystacodon farebbe parte della stessa famiglia di Llanocetus (Llanocetidae), che comprende anche un misticeto neozelandese ancora senza nome (Fordyce e Marx, 2018).

## Etimologia
Il nome generico, Mystacodon, deriva dalle parole greche μύσταξ ("baffi") e ὀδούς ("dente"), con riferimento al nome Mysticeti, ovvero i cetacei dotati di fanoni. L'epiteto specifico, selenensis (da selene, la Luna), si riferisce alla località in cui sono stati ritrovati i fossili nella formazione Yumaque, ovvero la Playa Media Luna ("spiaggia della mezzaluna"). 

## Paleoecologia
Probabilmente Mystacodon si nutriva mediante suzione, uno step transizionale dell'evoluzione delle balene tra la caccia degli archeoceti e il "filter feeding" delle balene dotate di fanoni. Mystacodon potrebbe essere stato un animale che si nutriva nei pressi dei fondali marini, dove si cibava di piccole prede. Vicino all'olotipo sono stati ritrovati anche un aculeo di razza del genere Myliobatis e alcune scaglie di pesci clupeiformi. È possibile che questi animali fossero prede di Mystacodon.